# ОК Клек Србијашуме
ОК Клек Србијашуме је одбојкашки клуб из Клека, Град Зрењанин, Србија. Клуб је основан 1957, а тренутно се такмичи у Првој лиги Србије.

## Историја
Клуб је основан 1957. и првобитно је носио назив ДТВ Партизан, а затим Слобода, који 1970. због спонзорства истоимене компаније мења у ГИК Банат. У том периоду клуб је забележио и највеће успехе, у сезони 1971/72. је био првак Југославије, а тих година је такође и два пута био финалиста Купа Југославије и забележио учешћа у европским такмичењима.
Клуб је 2010. након четири деценије као ГИК Банат преименован у Клек Србијашуме. У сезони 2010/11. заузима прво место у Првој лиги и након дугог низа година се вратио у елитни ранг, Суперлигу Србије. У првој сезони у Суперлиги Клек заузима претпоследње девето место, па је морао преко плеј-аута да се бори за опстанак, где је у серији на три победе поражен са 3-1 од Ђердапа из Кладова и тако испао у нижи ранг.

## Успеси
- Прва лига Југославије
  - Првак (1): 1971/72.
  - Други (1): 1972/73.
- Куп Југославије
  - Два пута финалиста (1973, 1980).
- Учешће у Купу европских шампиона и Купу победника купова.

## Познати бивши играчи
- Миленко Вуковић
- Милош Грбић
- Никола Грбић
- Милорад Кијац